# Tonatiuh

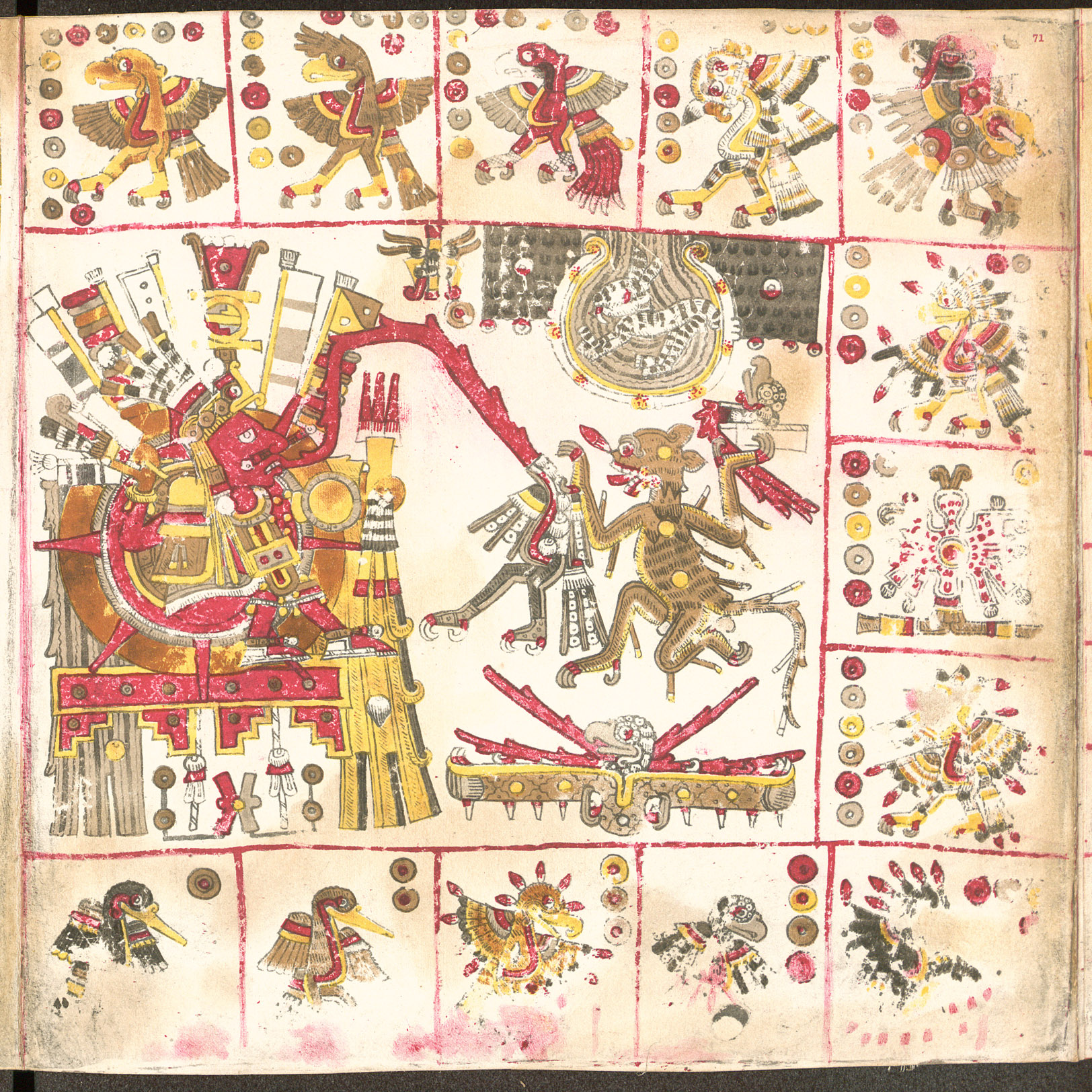
Página 71 do Codex Borgia, com a imagem do deus-sol Tonatiuh.

Na mitologia Asteca, Tonatiuh ("o que vai irradiando") é o deus Sol, isto é, o "quinto Sol".
De acordo com o Tonalpohualli, Tonatiuh representava o dia Quiahuitl.
Era, também, a alcunha dada pelos mexicas a Pedro de Alvarado.